# 达尼洛·佩纳多
达尼洛·哈维尔·佩纳多（Danilo Javier Peinado，1985年2月15日—），是一名乌拉圭职业足球运动员，司职前锋。

## 俱乐部生涯
佩纳多在乌拉圭联赛球队防卫者体育开始职业足球生涯，之后先后效力于蒙得维的亚流浪者、蒙得维的亚利物浦、奥林匹亚（巴拉圭）、东方石油（玻利维亚）等球队效力。2011年8月，佩纳多前往欧洲，加盟西班牙足球乙级联赛球队维尔瓦。但他在维尔瓦效力时仅是球队的边缘人物，整个赛季仅有6次出场机会，没有进球。2012年回到乌拉圭，加盟贝亚维斯塔。2013年2月，佩纳多转投中国足球甲级联赛球队北京理工大学。他在2013赛季为北理工出场29次，射进16球，在射手榜位列第五位。2014年1月8日，刚降级到中甲的武汉卓尔宣布签入佩纳多。